# 크림 고트인

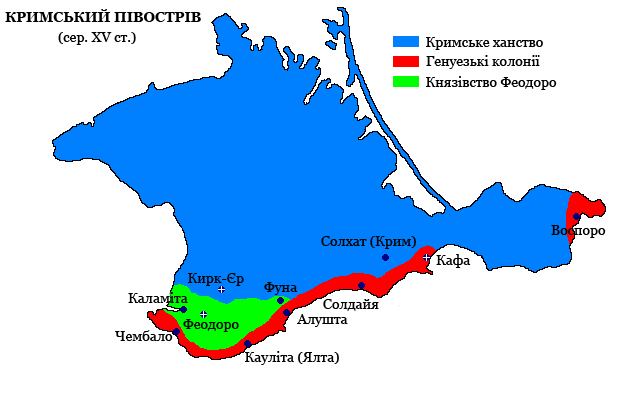

크림 고트인은 과거 흑해의 크림반도에 살고 있었던 고트인이다. 고트인 중에서는 세력이 가장 약하고 무명이었지만, 아이러니하게도 고트인 중 가장 길게 존속했다.
러시아 중동부 이른바 볼가 독일인은 간혹 혼동되지만 크림 고트인과 다르다. 볼가 독일인의 언어는 서게르만어군인 데 반해 고트어는 동게르만어군에 속하였다. 다만 일부 학자들은 이들이 동고트족의 영향을 받은 다른 게르만계 부족에서 유래했을 가능성도 제기했다.

## 역사
기원후 3세기경 고트족의 일파가 크림반도로 유입된 이래로, 크림 고트인은 크림반도 내에 계속 거주하여 왔다. 다른 고트인처럼 초기에 크림 고트인은 아리우스파를 신앙하고 있었지만 6세기까지는 완전하게 그리스 정교회로 개종했다. 8세기에 크림 고트인의 주교 고티아 요하네스는 하자르에 대항한 반란을 일으켰지만 실패하고 말았다. 이들은 16세기에 크림 한국에 편입될 때까지 그 족장이 동로마 제국, 하자르, 킵차크 한국, 원, 제노바 등의 열강에 충성을 맹세해 왔으며, 테오도로 공국에서 중요한 부분을 차지했다.
크림 고트인은 동로마 제국의 영향을 받아 서서히 그리스어를 말하는 사람이 많아져 콘스탄티노플의 동로마 정부로부터 "고티아"(Gothia)라고 불렸다. 그럼에도 16세기까지 크림 고트어는 여전히 사용되고 있었으며 이 시기에 유럽인들이 크림 고트어의 어휘를 기록한 자료도 남겼다. 다만 이미 상당수의 크림 고트인은 그리스어나 타타르어를 말하고 있었다는 동시대 기록이 있다. 크림 고트인에 대한 마지막 기록은 1780년경 모힐레프 대주교 스타니슬라프 보후시 셰스트젠체비치(Stanisław Bohusz Siestrzeńcewicz)가 남긴 글에서 끝난다.
18세기 후반 러시아 제국의 예카테리나 2세에 의해서 많은 부족이 크림반도에서 강제로 퇴거당했기 때문에, 크림 고트어는 이 시기에 사어가 되었을 것이다. 소련의 민족학자 V. E. Vozgrin은 이들이 크림 타타르인과 통혼하고 이슬람으로 개종하여 사라졌을 것이라고 추정했다. 일부 저자들은 (크림 타타르인 강제이주가 일어난) 1945년까지도 고트어가 일부 가정 내 언어(haussprache)로 남아있었을 것이라고 믿는다.

## 같이 보기
- 크림 고트어
- 고트인